# 丹羽族
丹羽 族（にわ やから、1815年（文化12年） - 1868年9月22日（慶応4年8月7日））は、幕末の会津藩士である。

## 概要
丹羽族（禄高は100石）は、戊辰戦争期に野尻代官 兼 会津藩兵糧総督として、陸奥国大沼郡野尻村（現・福島県大沼郡昭和村）に赴いていた。北越戦争において長岡城が2度目(通算では3度目)の落城をした際、長岡藩領から撤退する長岡藩家臣、その家族、長岡藩領民、会津藩士ら約1600名が同地を通過することとなった。族は糧食を提供するため奔走したが、住民は山間部の農民であり、また会津藩は重税を課していたことも影響し、十分な糧食を提供することができなかった。族は一夜部下を集めて酒杯を交わし、自室において切腹した。事前に自害を明かすことはなく、介錯人はいない。族の残した遺書を読み聞かされた住民は糧食の提供に応じるようになった。

## 一族
丹羽家は織田信長の重臣であった丹羽長秀の一族である。会津藩士である丹羽家は本家が1000石を食み、族の丹羽家は分家で家禄は100石である。
戊辰戦争において族の一族縁者は、養子・九八郎が討死したのをはじめ、娘は和田勇蔵の妻として娘とともに自刃。従兄・永瀬雄助は鳥羽・伏見の戦いで林権助の大砲隊に属し討死。その弟・永瀬勇次及び従弟・有賀織之助の2人は白虎隊士中2番隊士として自刃。叔父・入江庄兵衛は進撃隊組頭として討死。叔父・高木竹之助は家族5人と共に自刃した。
族の実子で会津藩丹羽本家を継いだ五郎は、警察官となり西南戦争で抜刀隊に参加。後年北海道の開拓に従事して丹羽村(現・せたな町の一部)を開き、藍綬褒章を受章。その五男・七郎は内務官僚となり、岩手県知事、埼玉県知事を経て、内務次官となった。